# مدال آزادسازی بلگراد
مدال آزادسازی بلگراد (به روسی: Медаль За освобождение Белграда) یک مدال جنگی اتحاد جماهیر شوروی سوسیالیستی در جنگ جهانی دوم که در ۹ ژوئن ۱۹۴۵ بنا شده‌است و برای مشارکت‌کنندگان نظامی و غیرنظامی که برای آزادسازی بلگراد در مقابل نیروهای آلمان نازی جنگیدند به وجود آمده‌است.
برخی از دارندگان مدال:
- فئودور ایوانویچ
- ولادیمیر چکالوف
- پاولویچ ایوانف